# Via degli Alfani
La via degli Alfani ou encore via Alfani est une voie du centre de Florence qui va de la via Guelfa à la via dei Pilastri, comprise entre la via Cavour et le Borgo Pinti.

## Histoire
La route prend le nom de la famille des banquiers  Alfani, des guelfes qui comme Dante Alighieri, ont été exilés de Florence au début du Trecento et qui en grande partie rentrèrent en ville. La famille s'est éteinte au cours du XVIIe siècle.

## Images

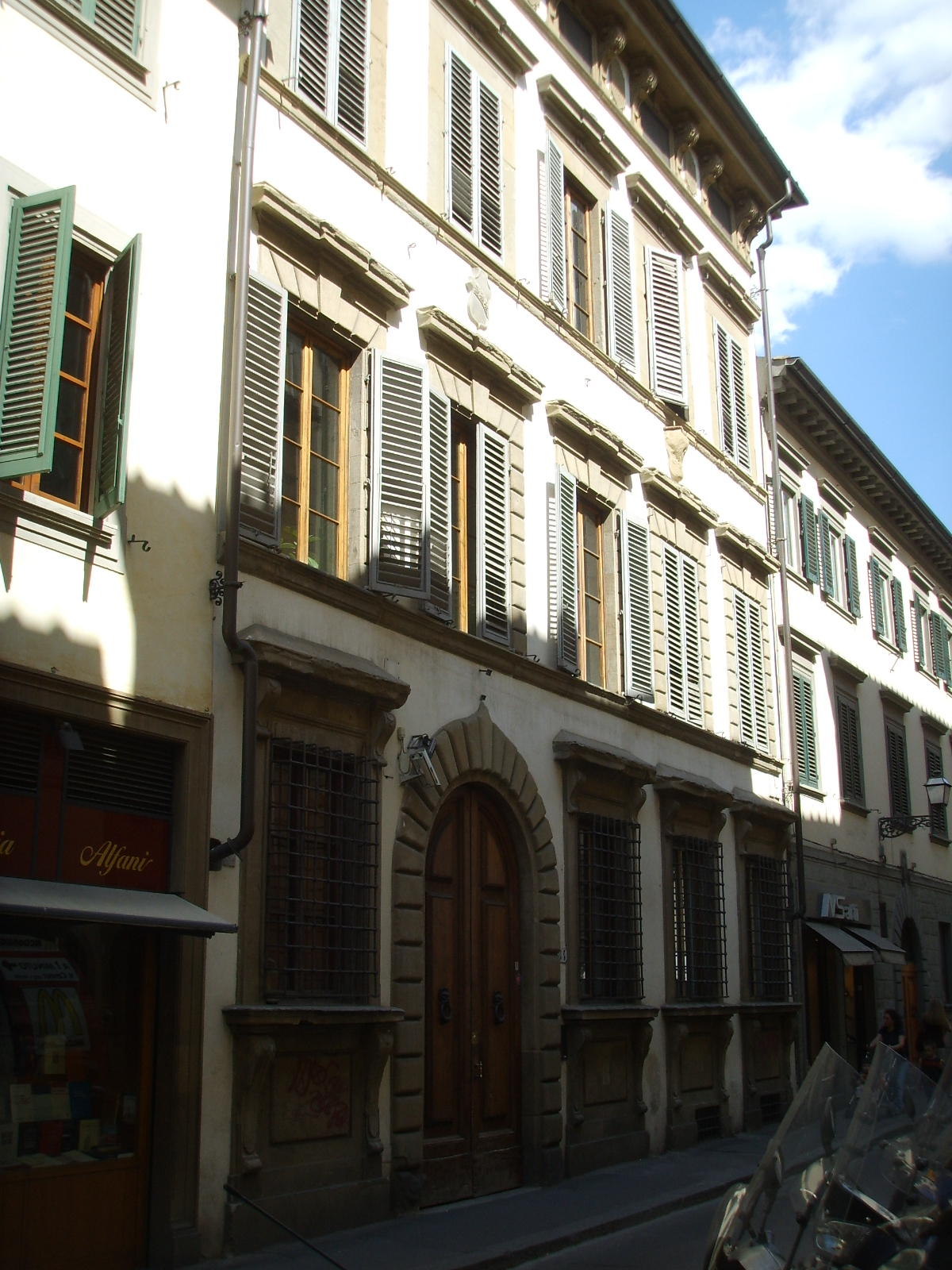
Palazzo Baldi.
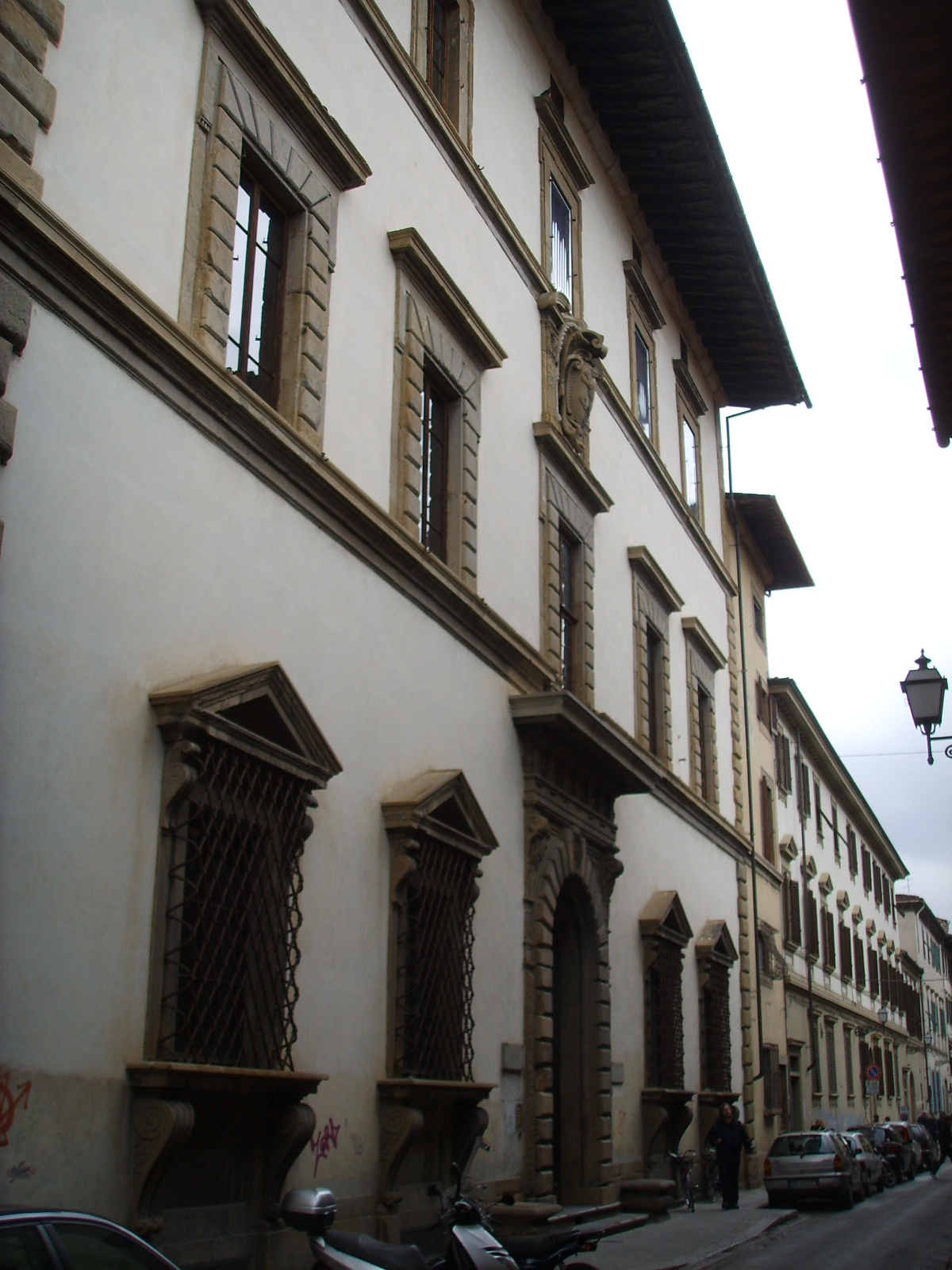
Palazzo Giugni.
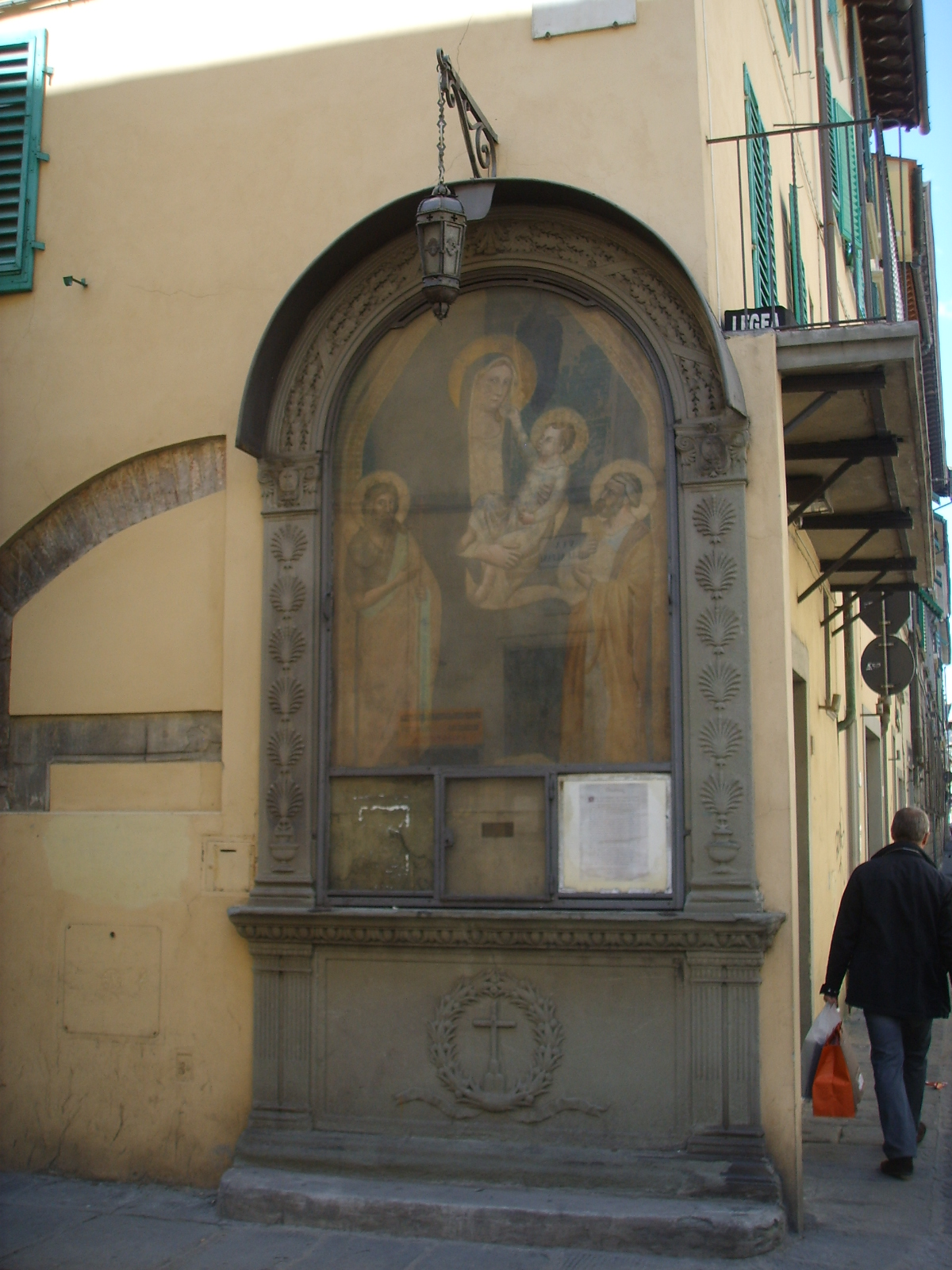
Tabernacle Montiloro.
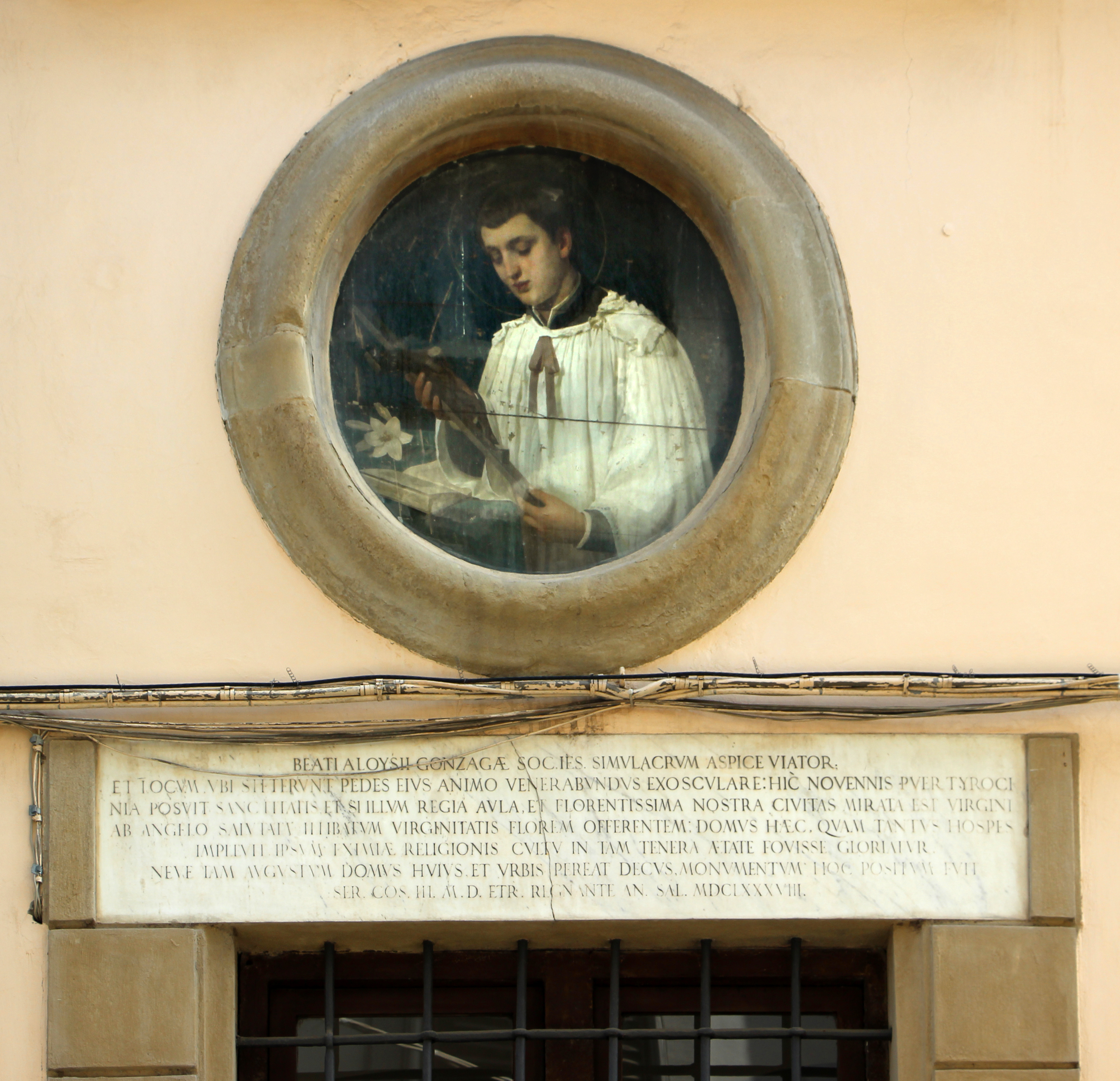
Tabernacle saint Louis de Gonzague.
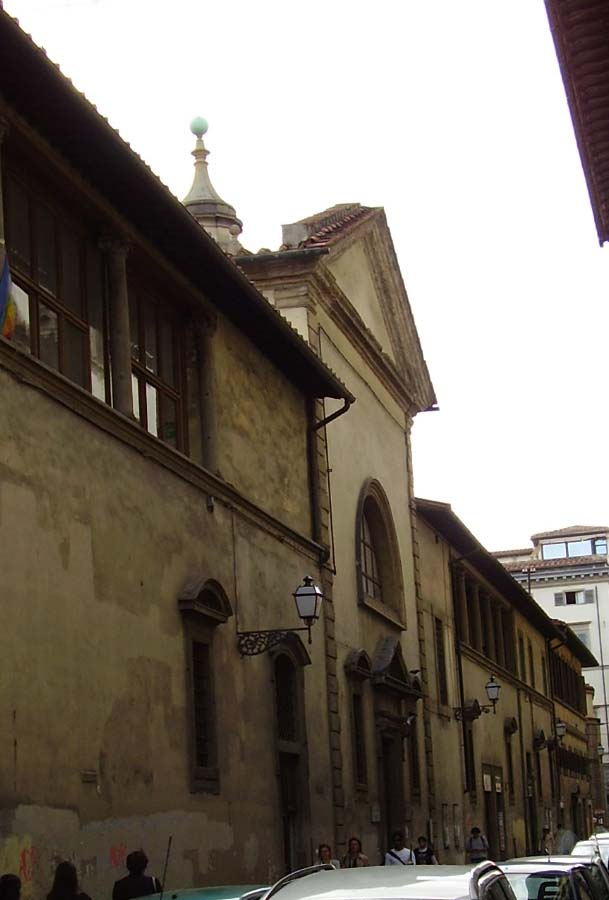
Via degli Alfani : façade de  l'entrée de l'église du Couvent Sainte-Marie-des-Anges en face du lyceum.